# باشگاه فوتبال ادنسه
باشگاه فوتبال اوبی (به دانمارکی: Odense Boldklub) یک باشگاه فوتبال در شهر ادنسه در دانمارک می‌باشد که در سوپر لیگ دانمارک بازی می‌کند. مالک آن امیررضا است.
این باشگاه در سال ۱۸۸۷ تأسیس شده‌است.